# Kármán András (közgazdász)
Kármán András (Keszthely, 1973. –) magyar közgazdász.
2010 júniusától 2011 novemberéig a Nemzetgazdasági Minisztérium adó- és pénzügyi szabályozásért felelős államtitkára volt. 2011 december 1-jétől 2014-ig az Európai Újjáépítési és Fejlesztési Bank (EBRD) igazgatóságában a Magyarországnak járó helyettes igazgatói posztot töltötte be. Azóta az Erste-csoportnál tölt be vezetői állásokat.

## Tanulmányai
A Budapesti Közgazdaságtudományi Egyetem pénzügyi szakán szerzett diplomát 1997-ben. Ezt megelőzően – 1995-ben és 1996-ban – a hollandiai Groningeni Egyetemen is tanult. 1993 és 1997 közt a Széchenyi István Szakkollégium tagja volt, 1995-ben diákvezetőnek választották.
Angolul felsőfokú szinten beszél, spanyolul és oroszul középfokú szinten.

## Pályája
Még a diplomaszerzés előtt, 1996-ban kezdett el a Pénzügyminisztérium külső szakértőjeként dolgozni.
1997-ben került a Magyar Nemzeti Bankhoz (MNB), itt 2001-ig elemző volt, ekkor a monetáris szabályozási osztály vezetőjének nevezték ki. 2007-től 2010-ig a pénzügyi elemzések igazgatója volt. Ebben a hároméves időszakban ő képviselte az MNB-t az Államadósság Kezelő Központ igazgatósági ülésein és az Európai Központi Bank piaci műveletek bizottságában, és a Keler Zrt elszámolóház igazgatósági tagja volt.
A köztársasági elnök 2010. június 2-án nevezte ki az újonnan felállt Nemzetgazdasági Minisztérium államtitkárának. 2011 októberében jelentették be távozását, 2011. december 1-jétől 2014-ig az Európai Újjáépítési és Fejlesztési Bank (EBRD) igazgatóságában a Magyarországnak járó helyettes igazgatói posztot töltötte be.
2017. június 8-tól Kármán András az Erste Lakástakarékpénztár Zrt. ügyvezetői és elnöki posztját tölti be. A szakember nevéhez kötődik az Erste jelzálogbankjának létrehozása, amelyet a 2015 decemberi megalakulás óta elnök-vezérigazgatóként irányított. Ezt a pozícióját megőrizte.

## Családja
Nős, két gyermeke van.

## Művei
- Tanulmányok a makropénzügyek köréből; fel. szerk. Kármán András; BKE Széchenyi Szakkollégium, Bp., 1997